# Heleia squamifrons
Heleia squamifrons là một loài chim trong họ Zosteropidae.